# Doug Ford (golf)
Pour les articles homonymes, voir Doug Ford (homonymie).
Douglas Michael Ford  dit Doug Ford, né le 6 septembre 1922 à West Haven (États-Unis) et mort le 14 mai 2018 à Palm Beach Gardens (États-Unis), est un golfeur professionnel américain.
Professionnel dans les années 1940, 1950 et 1960, il est l'un des meilleurs golfeurs de cette période et est désigné « joueur de l'année du circuit de la PGA » en 1955. Il compte trente-quatre victoires professionnelles dont dix-neuf sur le circuit de la PGA. Au sein de son palmarès, il compte le gain de deux tournois majeurs - le Championnat de la PGA en 1955 et le Masters en 1957. Il remporte également la Ryder Cup en 1955, 1959 et 1961.

## Palmarès

### Victoires professionnelles
| N° | Date       | Circuit principal | Tournoi               | Score           | Par     | Marge   | Finaliste       |
| -- | ---------- | ----------------- | --------------------- | --------------- | ------- | ------- | --------------- |
| .  | 26/07/1955 | PGA               | Championnat de la PGA | 4 and 3         | 4 and 3 | 4 and 3 | Cary Middlecoff |
| .  | 07/04/1957 | PGA               | The Masters           | 72-73-72-66=283 | - 5     | 3 coups | Sam Snead       |